# 4133-as mellékút (Magyarország)
A 4130-as számú mellékút egy bő 12 kilométer hosszú, négy számjegyű országos közút Szabolcs-Szatmár-Bereg vármegye keleti részén; Zsarolyán és Fülesd között húzódik, a köztük elterülő néhány település feltárásával.

## Nyomvonala
Zsarolyán központjában ágazik ki a 4127-es útból, annak 32+300 kilométerszelvénye táján, északkelet felé, Fő utca néven. Jó 600 méter után lép ki a lakott területről, és alig 800 méter után már Nagyszekeres területén jár.
E község első házait 1,2 kilométer után éri el, ott a Komáromi utca néven, majd a 2. kilométere után két, közel 90 fokos irányváltáson is átesik, ott már az Árpád utca nevet viselve. A központban keresztez egy kisebb vízfolyást, beletorkollik északnyugat felől – Nemesborzova irányából – a 4134-es út, majd e keresztezést elhagyva Toldi utca néven folytatódik, keleti irányban. A 3. kilométere táján hagyja el a belterület keleti szélét.
3,6 kilométer után lép Kisszekeres területére, a 4. kilométere táján keresztezi a Nyíregyháza–Mátészalka–Zajta-vasútvonal vágányait, közvetlenül Kisszekeres megállóhely északi szélénél, majd ott az út egy szakaszon északabbi irányt vesz. Néhány lépés után már belterületen halad, Vasút utca néven, majd a központban újra keletebbnek fordul, egyúttal a Kossuth utca nevet veszi fel, és meg is őrzi azt egészen a község keleti széléig, amit bő 6 kilométer megtétele után ér el.
A 8+250 kilométerszelvénye táján éri el a következő település, Vámosoroszi határát, majd rövidesen eléri e község belterületének déli szélét, ahol újra északnak fordul, a Rákóczi utca nevet viselve. Nem sokkal a 9. kilométere után keresztezi a 4132-es utat – amely itt a 6. kilométerénél jár –, onnantól a falu északi szélig az Újsor utca nevet viseli. Kevéssel a 10. kilométerének elérése előtt hagyja el Vámosoroszi lakott területeit.
Majdnem pontosan a 11. kilométerénél szeli át az útjába eső utolsó település, Fülesd határvonalát, és bő 800 méter után éri el annak legdélebbi házait. Rövid belterületi szakaszán a Fő utca nevet viseli, így ér véget a település központjának déli felében, beletorkollva a 491-es főútba, majdnem pontosan annak 23. kilométerénél.
Teljes hossza, az országos közutak térképes nyilvántartását szolgáló kira.gov.hu adatbázisa szerint 12,546 kilométer.

## Települések az út mentén
- Zsarolyán
- Nagyszekeres
- Kisszekeres
- Vámosoroszi
- Fülesd

## Története
1934-ben a kereskedelem- és közlekedésügyi miniszter 70 846/1934. számú rendelete teljes hosszában harmadrendű főúttá nyilvánította, a Mátészalka és Tiszabecs közti 371-es főút részeként.
Egy dátum nélküli, feltehetőleg 1949 körül készült térkép a Mátészalka-Tiszabecs közti 475-ös főút részeként tünteti fel.